# サイゴンから来た妻と娘
「サイゴンから来た妻と娘」（サイゴンからきたつまとむすめ）は、近藤紘一のノンフィクション並びにテレビドラマの題名である。1978年、文藝春秋より出版され、ミリオンセラーを記録。のちに文庫化された。1979年、第10回大宅壮一ノンフィクション賞受賞。ドラマの主題歌に起用されたカイン・リーの「美しい昔」が有名である。

## スタッフ
- 脚本 - 宮本研
- 音楽 - 小六禮次郎
- 演奏 - 新室内楽協会